# 斗宿四
宿四（σ Sgr / 人马座σ）是人马座的第二亮星，距离地球约228光年（70秒差距），视星等+2.1，光谱型B3。斗宿四聚星系统的总光度约为太阳的3300倍，总质量约为太阳的7倍。主星的质量为太阳的5倍，表面温度约为20,000K。斗宿四有一颗视星等为+9.5的伴星：σ Sgr B，二者相距5.2弧分。斗宿四还可能有更靠近的伴星。
考古学家发现其现代名称Nunki来源于亚述或巴比伦，并由R.H.Allen介绍给大众。
斗宿四靠近黄道，所以会被月亮以及行星（很少）遮挡。上一次该现象发生在1981年11月17日，那时斗宿四被金星遮挡。